# Вълканово
Вълканово (на гръцки: Αιμόνιο, Емонио, на катаревуса Αιμόνιον, Емонион) е село в Западна Тракия, Гърция в дем Мустафчово (Мики).

## История
Според Любомир Милетич към 1912 година в село Вълканово живеят 70 помашки семейства. Към 1942 година в селото живеят 514 души-помаци. Според Патриарх Кирил към 1943 година в селото има 49 домакинства и 192 жители-помаци.